# Val Abraham
Pour plus de détails, voir Fiche technique et Distribution.
Val Abraham (Vale Abraão) est un film portugais réalisé par Manoel de Oliveira, sorti en 1993, adapté du roman éponyme d'Agustina Bessa-Luís, moderne transposition de Madame Bovary dans le Portugal contemporain. Cette transposition fut suggérée par le cinéaste à la romancière.

## Synopsis
Sur les bords du Douro, dans la propriété du Romesal, Ema, une adolescente de 14 ans est élevée par son père, austère mais sympathique, entourée de sa tante dévote et des servantes du domaine : Branca, Marina, Alice et la sourde-muette Ritinha.
Bien que claudicante en raison d'une maladie infantile, Ema découvre auprès des ouvriers de son père, que le regard des hommes sur elle n'est pas innocent, et elle en joue naïvement au point de provoquer des accidents de voitures alors qu’elle se pavane sur sa terrasse.
C'est le docteur Carlos de Paiva, résidant au Val d'Abraham, une propriété voisine, qui est le premier à succomber lors d'une rencontre fortuite au restaurant.
Carlos revoit Ema quelques années plus tard alors qu’il va soigner Branca qui vient d’avorter d’un prétendant d’Ema. En plein deuil de sa tante, elle est changée mais plus belle que jamais. Peu après, Carlos, veuf depuis peu, demande sa main. Ema, consciente qu’elle n’éprouve aucun sentiment pour Carlos, quitte donc le Romesal pour le Val Abrao en compagnie de Rithina.
C’est à l’occasion d’un bal où se retrouve toute l’« artistocratie » de la vallée, qu’Ema fait ses premiers pas dans le monde. Immédiatement celle-ci s’attire les foudres de la gent féminine mais aussi les faveurs des hommes les plus influents : parmi eux Perdo Luminares, un intellectuel quinquagénaire, Semblano, un provocateur jouisseur et vieillissant et Fernado Osorio, un jeune propriétaire ruiné (« anciennement couvert d’or, il ne lui en reste à présent plus qu’au niveau des genoux ! »).
Rapidement, alors que Luminares devient son confident, Osorio devient son amant. Il l’invite à séjourner régulièrement dans sa propriété vinicole du Vesuvio où ils se distraient dans de folles courses en bateau à moteur. Carlos, pour qui « la beauté d’Ema peut justifier la vie d’un homme » lui laisse une totale liberté et semble se contenter de quelques aventures de passage. Cependant le train de vie d’Ema l’oblige visiblement à investir massivement en Bourse.
À présent mère de deux filles (Lolota et Luisona), Ema continue de se réfugier régulièrement au Vésuvio bien qu'Osorio réside dorénavant à l’étranger. Sous le patronage de « madame » l’ancienne propriétaire du Vesuvio, dans sa frénésie de séduction inassouvie, Ema succombe au charme de Fortunato, le neveu de Caires, l’exploitant du domaine, puis plus tard à la jeunesse du fils de Semblano, pseudo violoniste virtuose, promis à sa propre fille. Seul Luminares résiste au piège destructeur de la beauté de la désormais célèbre « Bovarinha ».
Plus tard, après avoir éconduit définitivement un Caires devenu riche propriétaire après avoir fait fortune en Angleterre, à la suite d'une dispute avec un Carlos ruiné, exaspéré par le numéro de charme d’Ema devant un invité (frustration qu’il évacue sur le pauvre chat d’Ema qu'il jette sur la caméra !), Ema fait ses adieux au Val Abrao et à la fidèle Ritinha. Elle retourne au Vesuvio, se pare comme pour aller au bal, salue « madame » avec un bouquet de fleurs et s’en va vers le ponton comme pour un dernier tour en bateau. Fatalement, les planches du ponton qu’elle sait branlantes cèdent sous son poids avant qu’elle ait pu atteindre le bateau. Carlos est retrouvé mort peu après sur un banc alors qu’il bourrait sa pipe.

## Fiche technique
- Titre français : Val Abraham
- Titre original : Vale Abraão
- Réalisation : Manoel de Oliveira
- Scénario : Agustina Bessa-Luís et Manoel de Oliveira
- Photographie : Mário Barroso
- Son : Henri Maikoff
- Décors : Zé Branco
- Costumes : Isabel Branco
- Montage : Valérie Loiseleux et Manoel de Oliveira
- Musique : Richard Strauss, Robert Schumann, Frédéric Chopin , Claude Debussy (Clair de lune), Gabriel Fauré (Clair de lune) et Beethoven (Sonate au clair de lune)
- Production : Paulo Branco,
- Sociétés de production : Gémini Films, Light Night, Madragoa Filmes
- Pays d'origine :  Portugal
- Langue : Portugais
- Format : Couleurs - 1,66:1 - Dolby - 35 mm
- Genre : Drame
- Durée : 203 minutes
- Date de sortie : 1er septembre 1993

## Distribution
- Leonor Silveira : Ema Cardeano Paiva
  - Cécile Sanz de Alba : Ema jeune
- Luís Miguel Cintra : Carlos Paiva
- Ruy de Carvalho : Paulino Cardeano, le père d'Ema
- Luís Lima Barreto : Pedro Luminares
- Micheline Larpin : Simona, l'épouse de Pedro
- Diogo Dória : Fernando Osorio
- José Pinto : Caires
- Filipe Cochofel : Fortunato, le neveu de Caires
- João Perry : Pedro Dossem
- António Reis : Semblano
- Isabel Ruth : Ritinha
- Dina Treno : Branca
- Dalila Carmo : Marina
- Paula Seabra : Alice
- Laura Soreval : Augusta, soeur de Paulino et tante d'Ema
- Mário Barroso : le narrateur (voix)

## Appréciation critique
« Il n'est nul besoin d'avoir fréquenté la filmographie d'Oliveira, nul besoin non plus d'être familier de Flaubert, pour en goûter la splendeur et l'émotion : Val Abraham est bien ce monde complet où il fait bon déambuler, monde accessible (par le fleuve, le train et la route), monde fertile où fleurissent la tristesse et le danger, où se vendangent la beauté et l'intelligence. Oliveira en est à la fois l'accoucheur et le conteur. »

— Jean-Michel Frodon, Le Monde, 3 septembre 1993

## Récompenses et distinctions
- São Paulo International Film Festival 1993 : Critics Award
- Tokyo International Film Festival 1993 : Best Artistic Contribution Award